# Oscar Julián Martínez
Oscar Julián Martínez Peñaloza (Paz de Ariporo, Casanare, Colombia, 9 de junio de 1994), conocido deportivamente como Julián "Chino" Martínez, es un futbolista colombiano que juega como delantero. Actualmente forma parte del Verdes FC de la Liga Premier de Belice.

## Trayectoria
Formado en sus inicios en el fútbol de Casanare, en 2008 llegó a las selecciones base del departamento mencionado, siendo habitual por tres años consecutivos, en 2011 ficha por el combinado U17 de Patriotas Boyacá.
Todavía miembro del combinado juvenil del Patriotas Boyacá de Categoría Primera A de Colombia, el 29 de marzo de 2012, recién cumplidos los 18 años, se estrenó con el primer equipo en encuentro oficial de Copa Colombia en la fase de grupos del torneo ante Atlético Bucaramanga.
En 2013 acaba en el Alianza Petrolera de Categoría Primera A pero la falta de minutos con el equipo titular hace que en 2014 fiche por el Bogotá Fútbol Club donde el técnico, Germán Morales, contó de forma activa con él en el inicio del campeonato de Categoría Primera B haciendo su debut oficial en segunda división colombiana en el encuentro correspondiente a la cuarta jornada de liga en la victoria por 4-2 que los enfrentó a Unión Magdalena. En dinámica con el primer equipo disputó un total de cinco encuentros en el segundo nivel del fútbol colombiano.
En 2015 el colombiano llega al Club Deportivo Guabirá de la Segunda División Boliviana, pero en enero de 2016 Julián firma contrato profesional con el Club Deportivo Árabe Unido de Primera División de Panamá. Durante su etapa en el club panameño se enfrentó a clubes como CD Plaza Amador, siendo contra este, el 31 de enero de 2016, su debut en liga en la jornada tercera, y contra Sociedad Deportiva Atlético Nacional en la jornada cuarta.
En la temporada 2017/2018 firma contrato con el Cúcuta Deportivo, sin embargo no llegó a disputar encuentros oficiales con el equipo y una vez desvinculado, entre 2019 y 2020, compitió en el fútbol amateur de Colombia, primero en las filas del Club Deportivo Alianza Sur FC y después en el Club Deportivo Maracaneiros.
En verano de 2021 Julián marcha a Europa para fichar por el CE Jenlai de la Segunda División de Andorra sin embargo, en el mercado invernal de la liga andorrana, el CE Carroi anunció a través de sus medios oficiales la contratación del delantero colombiano para competir en Primera División de Andorra, siendo su debut en la máxima categoría del fútbol del principado el 6 de febrero de 2022 en el encuentro correspondiente a la jornada catorce de liga donde además anotó en la victoria por 1-2 ante Unió Esportiva Santa Coloma.

## Clubes

### Amateur
| Club                            | Div.                     | País     | Año         |
| ------------------------------- | ------------------------ | -------- | ----------- |
| Selección de fútbol de Casanare | Difutbol                 | Colombia | 2008 - 2010 |
| Alianza Sur FC                  | Liga de fútbol de Bogotá | Colombia | 2019        |
| Maracaneiros                    | Liga de fútbol de Bogotá | Colombia | 2020        |

### Profesional
| Club              | Div. | País     | Año               |
| ----------------- | ---- | -------- | ----------------- |
| Patriotas Boyacá  | 1.ª  | Colombia | 2012              |
| Alianza Petrolera | 1.ª  | Colombia | 2013              |
| Bogotá FC         | 2.ª  | Colombia | 2014              |
| Guabirá           | 2.ª  | Bolivia  | 2015              |
| Árabe Unido       | 1.ª  | Panamá   | 2016              |
| Cúcuta Deportivo  | 1.ª  | Colombia | 2017 - 2018       |
| Jenlai            | 2.ª  | Andorra  | 2021              |
| Carroi            | 1.ª  | Andorra  | 2022              |
| FC Ordino         | 1.ª  | Andorra  | 2022 - 2023       |
| Verdes FC         | 1.ª  | Belice   | 2023 - Actualidad |